# Cremeogaster
Cremeogaster is een geslacht van schimmels behorend tot de familie Albatrellaceae. De soorten uit het geslacht zijn naar andere geslachten overgeheveld waardoor het geslacht nu geen soorten kent.